# Cerkiew św. Mikołaja w Suifenhe (murowana)
Cerkiew św. Mikołaja w Suifenhe – dawna cerkiew prawosławna w Suifenhe.
Zachowany do naszych czasów budynek, ukończony w 1913, znajduje się 200 metrów od dworca kolejowego. Jego łączna powierzchnia wynosi 396 metrów kwadratowych. Po opuszczeniu Suifenhe przez prawosławną społeczność rosyjską był użytkowany jako klub wojskowy, a od 1982 – sala zebrań rady miejskiej. Od 1984 posiada status zabytku rangi miejskiej, zaś od 1999 – regionalnej. Obecnie dawną cerkiew użytkuje parafia protestancka.
Cerkiew wzniesiona została w stylu rosyjskim. Wejście do budynku prowadzi przez portal oparty na dwóch kolumnach, z tympanonem zakończonym krzyżem łacińskim. Po obydwu stronach drzwi znajdują się półkoliste okna oraz po jednym pilastrze. Poniżej dachu obiekt otacza fryz. W halowym wnętrzu obiektu nie zachowało się oryginalne wyposażenie cerkiewne.